# Lawas
Lawas és una petita ciutat i la capital del districte de Lawas, Divisió de Limbang, l'estat de Sarawak, Malàisia. La superfície d'aquest districte és de 3.811,9 quilòmetres quadrats, i l'any 2000, el cens era de 35.300 habitants. Està a 1.200 km de la capital de l'estat, Kuching, i a 200 km de la capital de Sabah, Kota Kinabalu.